# Holzkirche

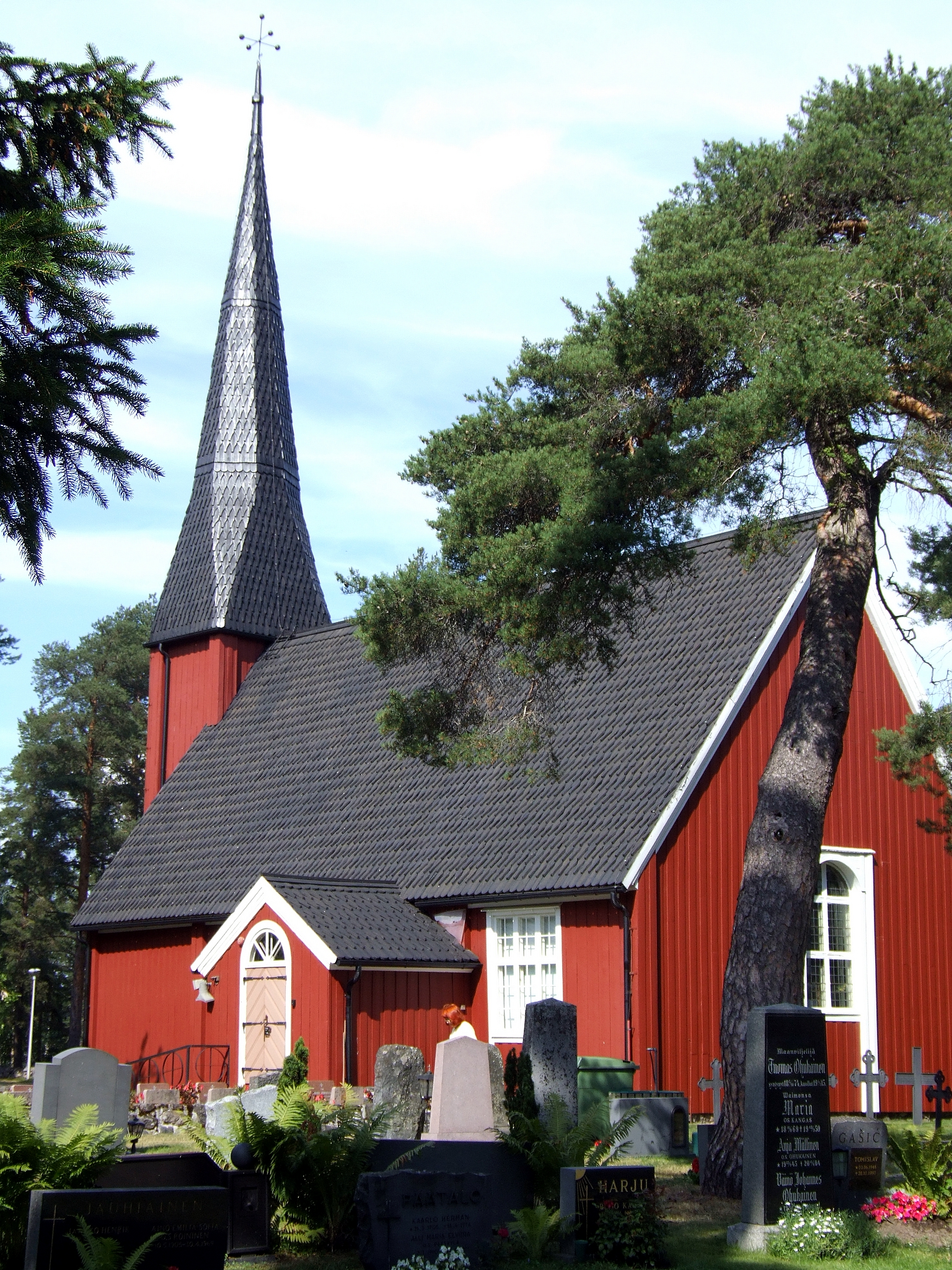
Einschiffige Holzkirche von Kempele (Finnland)

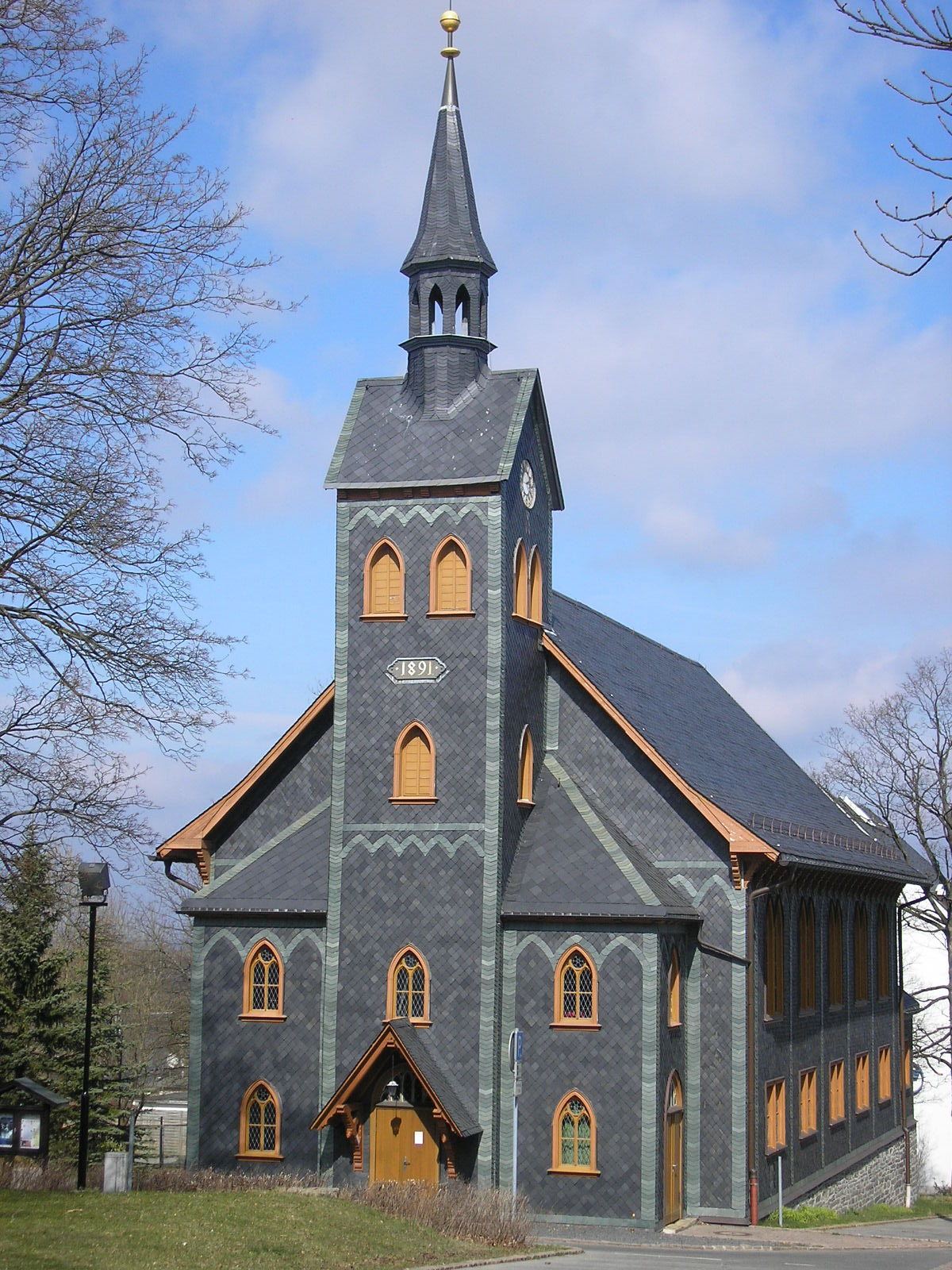
Stadtkirche von Neuhaus am Rennweg, größte Holzkirche in Thüringen

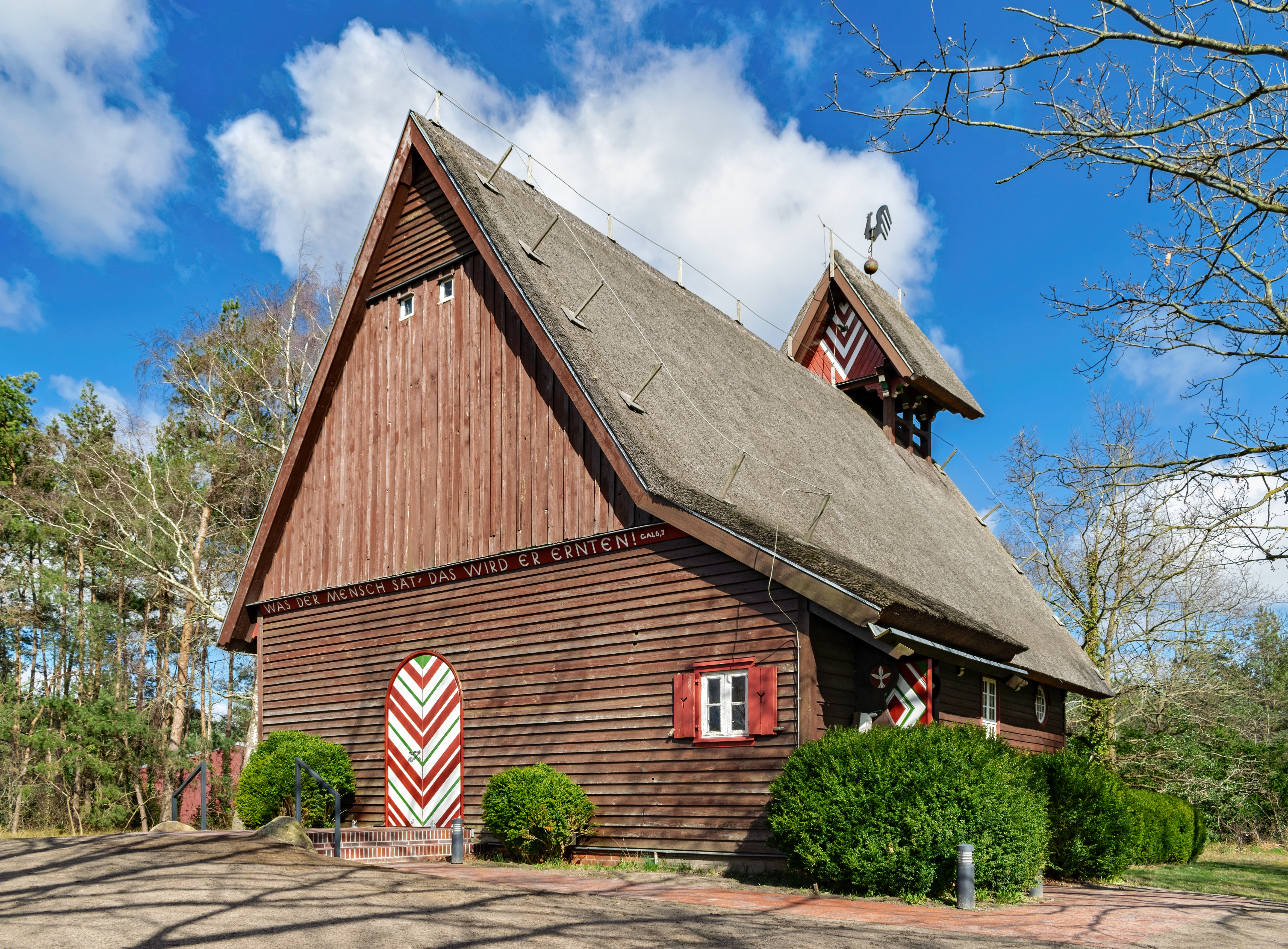
Fischerkirche in Born a. Darß (Mecklenburg-Vorpommern)

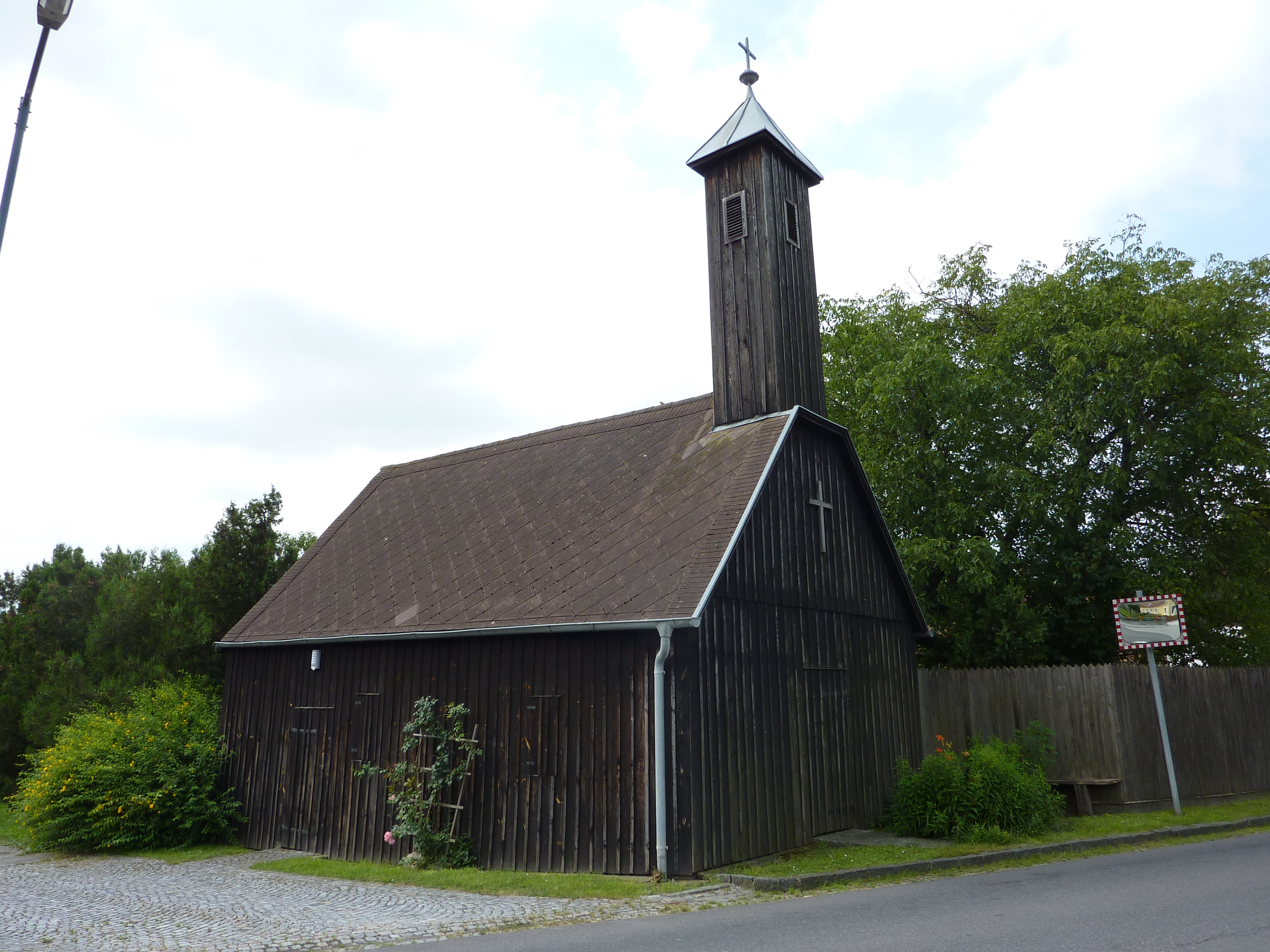
Schlichte Holzkapelle des 19. Jahrhunderts in Mechters in Niederösterreich

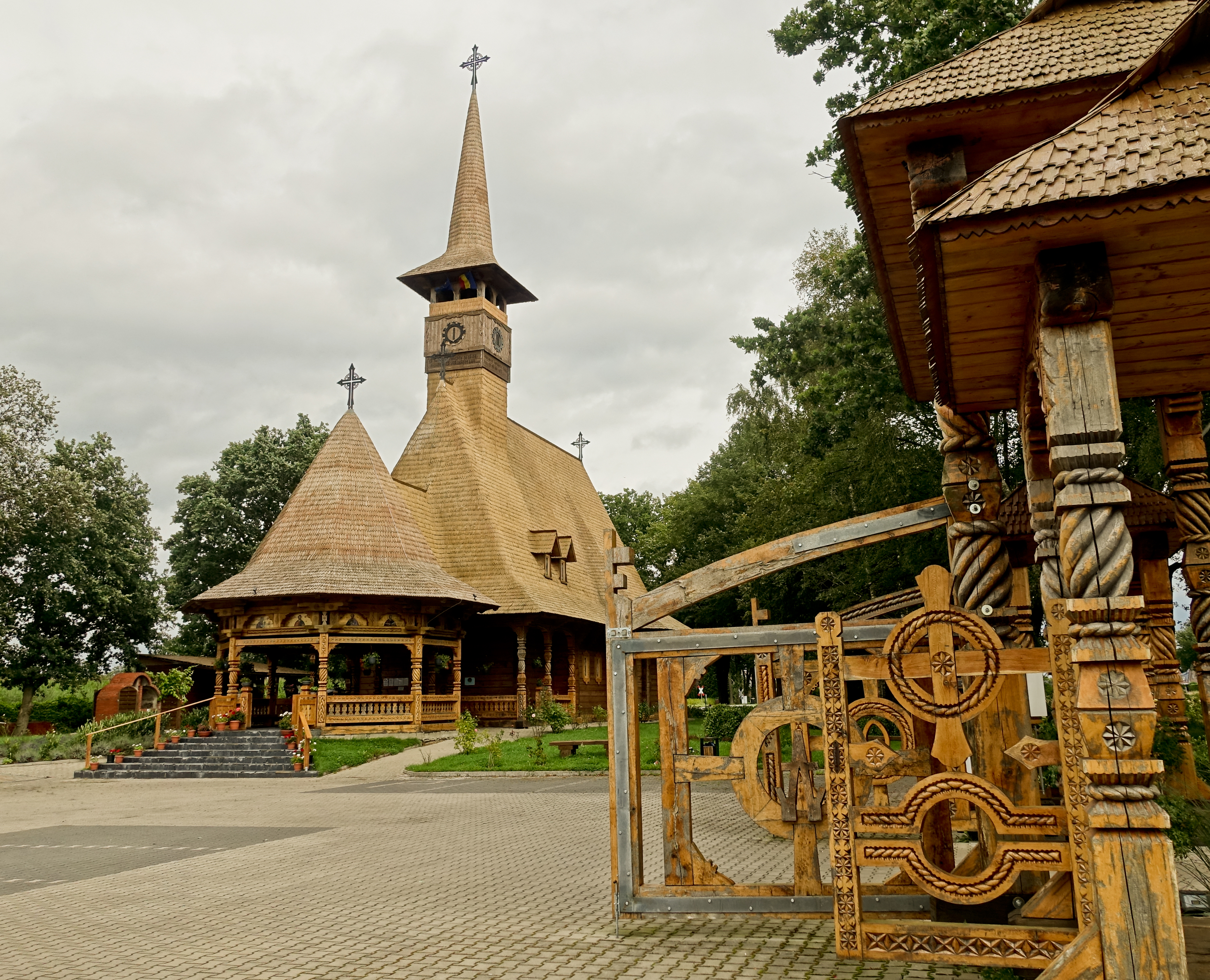
Rumänisch-orthodoxe Kirche in Sögel (Emsland)

Eine Holzkirche ist ein aus Holz gebautes christliches Sakralgebäude, das hauptsächlich für Gottesdienste verwendet wird. Sie ist zu unterscheiden von Kirchen aus Fachwerk (Fachwerkkirchen), die nicht ausschließlich aus Holz gebaut sind, sondern bei denen die Gefache mit anderem Material wie Mauerwerk oder Lehm und Strohmatten ausgefüllt sind.

## Voraussetzungen
Das Christentum entstand im 1. Jahrhundert n. Chr. im östlichen Mittelmeerraum zwischen Ägypten und der Türkei. Der Bau von Gebäuden für Gottesdienste hatte zwei Voraussetzungen: das Baumaterial und die örtliche Bautradition für religiöse Gebäude. Nach umfangreichen Abholzungen zugunsten des wichtigen Schiffsbaus im Mittelmeer dominierte dort felsiger Boden, vor allem an den Steilküsten des Mittelmeers, so dass die religiösen Gebäude traditionell in Steinbautechnik errichtet wurden, wie auch griechische und römische Tempel. Die Juden hatten nur einen einzigen Tempel, den Jerusalemer Tempel; ansonsten fanden ihre Gottesdienste in Synagogen aus Stein statt.
Das sich neu bildende Christentum kannte zunächst noch keine Kirche, sondern sie hielten ihre Zusammenkünfte in Privatwohnungen ab (Apostelgeschichte 20,6–12 ). Mit ihrer zunehmenden Ausbreitung, der sich ganze jüdische Gemeinden anschlossen, benutzten sie auch die Synagogen dieser Gemeinde. Zunächst nach Toleranz und dann nach Übernahme des Christentums als Staatsreligion benutzten die Christen auch die Basiliken, die bis dahin üblicherweise als Markt- und Gerichtshallen dienten. Sämtliche Kirchengebäude des Römischen Reichs wurden aus Stein errichtet. Dies hatte nicht nur mit dem Mangel an Bauholz zu tun, sondern hatte auch einen gewichtigen symbolischen Hintergrund: Jesus Christus hatte zu seinem Apostel gesagt: „Du bist Petrus, und auf diesen Felsen werde ich meine Kirche bauen.“ (Matthäus 16,18 ) Auch Jesus Christus selbst wird als „Eckstein“ der Kirche bezeichnet: „Der Stein, den die Bauleute verworfen, ist zum Eckstein worden.“ (1 Petr 2,7 ) Die Kirche muss also aus Stein errichtet werden.

## Geschichte des Holzkirchenbaus
Die Germanen kannten keinen Steinbau, die Kelten nur Trockenmauerwerk. Auf ihren Eroberungszügen ließen sie die Villen der geflüchteten römischen Großgrundbesitzer unbenutzt und erbauten ihre Unterkünfte wie gewohnt aus Holz. Stein nahmen sie nur als Abbruchmaterial, um Grabmäler zu errichten. Als also die ersten Kirchen östlich der römischen Reichsgrenze errichtet wurden, wurde als Baumaterial Holz benutzt, einerseits weil die Steinbautechnik unbekannt war, andererseits weil Holz viel schneller verfügbar war als Stein aus Steinbrüchen, und auch leichter zu bearbeiten. Erst mit der karolingischen Renaissance, in der sich Karl der Große die Kaiserstadt Rom zum Vorbild nahm, wurde die römische Steinbautradition übernommen. Der Steinbau blieb jedoch wegen seines hohen Kostenaufwands (und wegen Mangels an Fachleuten für den Steinbau) nur besonders hervorragenden Kirchengebäuden vorbehalten, wie zum Beispiel der Aachener Pfalzkapelle, der Einhardsbasilika oder dem Torhaus zu Lorsch.
Die große Masse der Kirchen entstand zunächst als Holzkirchen, vor allem auf dem Land. Städte gab es bis dahin kaum. In Deutschland sind keine mittelalterlichen Holzkirchen erhalten geblieben; die älteste, eine Kapelle in Sammarei (Kreis Passau), datiert von 1521 (Ersterwähnung), dürfte aber schon vor 1500 erbaut worden sein. Der Bau von Holzkirchen hörte in Deutschland aber im Prinzip schon während des 13. Jahrhunderts auf, wo sie nur noch für Provisorien und Kleinbauten verwendet wurden. Demgegenüber waren in Norwegen 97 % der zwischen 1600 und 1800 errichteten Neubauten noch Holzkirchen. Skandinavien verfügt daher über eine lange, über das Mittelalter weit hinaus führende Holzkirchentradition. Die dortige Holzkirchenforschung setzte schon im 17. Jahrhundert ein.
Insgesamt verlagerte sich aber der Schwerpunkt der archäologischen Holzkirchenforschung von Skandinavien nach Mitteleuropa und hier insbesondere nach Deutschland, wo in der Bundesrepublik zwischen 1946 und 1991 fast die Hälfte aller europäischen Holzkirchengrabungen durchgeführt wurden. Waren Grabungen in den Kirchen zunächst noch vorwiegend von Kunsthistorikern durchgeführt worden, die vor allem an der Freilegung von Steingrundrissen interessiert waren, so entwickelte sich nun die Mittelalterarchäologie mit spezifischer Methodik (Stratigraphie, Dendrochronologie), die die Chancen vergrößerte, die oft nur schwer erkennbaren Spuren ehemaliger Holzbauten zu entdecken und zu datieren. Aus Frankreich und aus den ehemaligen Ostblockstaaten liegen vergleichsweise wenig Ergebnisse vor, im letzteren Fall – mit Ausnahme des waldreichen Gebiets der Karpaten – wegen einer auch durch die politische Randstellung der Kirche bedingten schlechten Quellenlage.
Zwischen Materialvorkommen und Bautradition muss eine Wechselwirkung beachtet werden. Der Steinbau wurde erst in den städtischen Hochkulturen systematisch entwickelt, wo der Baumaterialbedarf einer Bevölkerungszusammenballung das bisher vorrangig genutzte natürliche Holzvorkommen deutlich überstieg.
Während in Mitteleuropa der Holzkirchenbau im 12./13. Jahrhundert aufhörte, zuletzt nur noch für Provisorien und Kapellen, behielten Skandinavien (außer Dänemark) und die ostmitteleuropäischen Blockbaugebiete eine starke Holzkirchenbautradition auch über das Mittelalter hinaus bei. Auch in Norwegen und Schweden entstanden erste Steinbauten schon im 11. Jahrhundert, vor allem die Dombauten der Bischöfe (Erhöhungen zum Erzbistum: Lund 1104, Trondheim 1154), aber im Bereich der sogenannten Niederkirchen (städtische und dörfliche Pfarrkirchen) blieb es überwiegend beim Holzbau, offenbar bedingt sowohl durch Baumaterialvorkommen als auch durch Tradition: Nördlich von Dänemark wurde Bauholz zu keinem Zeitpunkt knapp.
Die Durchschlagskraft dieser für Europa – mit Ausnahme des Karpatengebiets – einmaligen Holzkirchenbautradition zeigt sich an zwei kennzeichnenden Beispielen: In Island gibt es reichlich Steine, aber kein Holz. Dennoch wurden die isländischen Kirchen ausschließlich aus Holz erbaut, das mit Schiffen herbeigeschafft wurde, teilweise in vorgefertigtem Zustand. In Lappland gibt es zwei Schriftzeugnisse für Kirchenbauten in holzlosen Regionen: Im einen wird hervorgehoben, dass extra Bauholz herbeigeschafft wurde, im anderen wird bedauert, dass dies leider nicht möglich war.

## Die ältesten Holzkirchen
Als „älteste erhaltene Holzkirche der Welt“  gilt die St Andrew’s Church von Greensted in Essex (England), obwohl von ihr nur noch Teile des Chors erhalten sind. Die heute auf einem Schwellbalken über einem Backsteinsockel von 1848 stehenden Wandplanken waren ursprünglich als Palisadenwand in die Erde eingegraben. Es handelt sich um 20 bis 40 cm breite Eichen-Halbstämme, die seitlich beiderseits mit Nuten für dünne, lose Federn von ca. 7 cm Breite versehen und heute nur noch ca. 1,4 m hoch sind. Die Innenseiten sind flächig („offensichtlich sekundär“) bebeilt, die Außenflächen naturbelassen stammrund. Von dem ältesten nachgewiesenen „einschiffigen Saalbau“ sind insgesamt 53 Planken erhalten, von denen jedoch mehrere „offensichtlich nicht zum Ursprungsbau“ gehören. 19 von 20 Holzproben waren 1995 datierbar und ergaben eine Jahrringfolge von 878 bis 1053, ohne inneres Kernholz und Splint; Datierung daher „zwischen 1063 und ca. 1100“.
Die heutige Vorstellung von Holzkirchen ist vor allem geprägt durch die in Norwegen erhaltenen Bauten. Gerade bei diesen handelt es sich meist nicht um (längsrechteckige) Blockbauten, sondern um Stabkirchen mit einem zentralbauartigen Kern im mehrschiffigen Mittelbau, dessen Höhe stärker ausgeprägt ist als der Grundriss, wodurch die Kirchen einen eher turmartigen Eindruck erwecken. Diese Prachtstücke sind in keiner Weise mit den schlichten Bauten des mitteleuropäischen Frühmittelalters zu vergleichen.
Die archäologischen Funde in Deutschland aus dem Mittelalter zeigen meist sehr einfache Grundrisse, vor allem Saalkirchen. Schon der Anbau von eingezogenen Chören erforderte einen erhöhten Aufwand bei der Bildung der Eckverbindungen. Die langen Holzbalken legen rechtwinklige Grundrisse nahe. Apsiden kommen daher nur selten vor und sind nur bei Stabbauten, nicht aber bei Blockbauten möglich. Für den unteren Abschluss der Wände von Stabbauten gab es mehrere Möglichkeiten: eine flache Versenkung im Erdreich (mit der Gefahr des Abfaulens) oder aber die Auflage auf Legsteinen oder Schwellbalken.
Bei Holzkirchen wurde Wert auf den Unterschied zu Profanbauten gelegt: Bevorzugt wurden daher Stabbauten, da Blockbauten häufiger das profan Übliche waren. Wurde dennoch in Blockbauweise gebaut, so wurden stammrunde Balken vermieden, sondern Stämme zu rechteckigen Balken hergerichtet. Ebenso wurden überlappende Eckverbindungen vermieden und stattdessen bündig abschließende Eckkanten gebildet. Dieser Wunsch nach Kanten und Flächen sollte Ähnlichkeit mit dem Steinbau herstellen. Im Kirchenbau wurden größere Wandhöhen und steilere Dächer als im 
Profanbau bevorzugt.

## Typen von Holzkirchen
Verschiedene Typen von Holzkirchen sind u. a. die Stabkirche (Skandinavien), Schrotholzkirche (Schlesien), die alte einschiffige, oft achteckige „Inselkirche“ und die besonders auf dem finnischen Festland bekannte kreuzförmige Holzkirche. Die größte Holzkirche ist die Kirche von Kerimäki in Finnland. Sie verfügt über 3400 Sitzplätze, 5000 Menschen finden insgesamt in ihr Platz. Eine Besonderheit stellen die färöischen Holzkirchen dar.

## Holzkirchen in Deutschland
In Deutschland sind keine mittelalterlichen Holzkirchen erhalten geblieben; die älteste, eine Kapelle in Sammarei (Kr. Passau), datiert von 1521 (Ersterwähnung), dürfte aber schon vor 1500 erbaut worden sein. Alle übrigen Holzkirchen, die in Deutschland, abgesehen von Kapellen, sehr selten sind, entstanden erst nach dem Mittelalter. Die älteste von ihnen ist die Marktkirche zum Heiligen Geist in Clausthal-Zellerfeld, erbaut 1642. Die Gustav-Adolf-Stabkirche in Hahnenklee, erbaut 1907/08, ist die Nachahmung einer norwegischen Stabkirche. Die Pauluskirche in Konstanz entstand in den 1930er-Jahren als Provisorium.

## Holzkirchen als Weltkulturerbe
Die UNESCO ernannte einige besondere Holzkirchen zum Welterbe der Menschheit:
- die Stabkirche Urnes in Norwegen (seit 1979)
- die Holzkirchen von Kischi Pogost in Russland (seit 1990)
- die Alte Kirche von Petäjävesi in Finnland (seit 1993)
- acht Holzkirchen in der Maramureș in Rumänien (seit 1999)
- 16 Holzkirchen auf Chiloé und benachbarten Inseln in Chile (seit 2000)
- mehrere Holzkirchen im Stadtzentrum von Paramaribo in Surinam, darunter die Kathedrale St. Peter und Paul (seit 2002)
- die Holzkirchen im südlichen Kleinpolen (seit 2003)
- acht Holzkirchen im slowakischen Teil der Karpaten (seit 2008)
- die Holzkirchen der Karpatenregion in Polen und der Ukraine (seit 2013)